# Sigurd Wandel
Sigurd Wandel (født 22. februar 1875 på Frederiksberg, død 3. juni 1947 i Hellerup) var en dansk maler. Han var søn af Oscar Wandel og maleren Elisabeth Wandel og gift (i sit andet ægteskab) med maleren Marie Wandel.
Wandel var elev af akademiet 1892—95 og af Zahrtmann 1895—1904. Han udstillede første gang 1897. Wandel malede landskaber og portrætter, navnlig interiører med familiegrupper, også større repræsentative portrætgrupper, som for eksempel af udstillingskomiteen (tilhører denne). Han vandt årsmedaljen 1908 for Figurgruppe og 1910 for Morgenmaaltid, hvorved han blev medlem af Akademiets plenarforsamling. 1908—19 var Wandel lærer ved Akademiets klasser for kvinder, 1912 blev han medlem af Akademiraadet og 1908—17 af udstillingskomiteen. 1920 blev han professor ved Akademiet og under ham blev blandt andet Elisa Maria Boglino uddannet, og fra 1940 til 1943 var han Akademiets direktør. Arbejder af ham findes i Statens Museum for Kunst, Den Hirschsprungske Samling samt i flere provinsmuseer. Han var tidligere repræsenteret i Johan Hansens samling.
Wandel er begravet på Hellerup Kirkegård tæt på sit hus, som han i 1926-27 lod en ung Arne Jacobsen tegne og opføre umiddelbart op til kirkegården.